# Fozil Musayev
Fozil Musayev (Tashkent, 2 gennaio 1989) è un calciatore uzbeko, centrocampista svincolato.

## Carriera

### Club
Inizia la sua carriera da professionista nel 2007 giocando nel Nasaf Qarshi, nel 2009 si trasferisce al Mash'al dove rimane fino al 2011 per poi ritornare al Nasaf Qarshi dove vince la Coppa dell'AFC 2011. Nel gennaio del 2013 lascia nuovamente il Nasaf trasferendo nella squadra della capitale uzbeka del Bunyodkor.
Il 19 luglio 2013 il giocatore si trasferisce in Qatar per giocare nella neopromossa squadra dell'Al-Mu'aidar.

### Nazionale
Ha partecipato ai Mondiali Under-20 del 2009.
Ha partecipato alla Coppa d'Asia 2019.

## Statistiche

### Cronologia presenze e reti in nazionale
| Cronologia completa delle presenze e delle reti in nazionale ― Uzbekistan | Cronologia completa delle presenze e delle reti in nazionale ― Uzbekistan | Cronologia completa delle presenze e delle reti in nazionale ― Uzbekistan | Cronologia completa delle presenze e delle reti in nazionale ― Uzbekistan | Cronologia completa delle presenze e delle reti in nazionale ― Uzbekistan | Cronologia completa delle presenze e delle reti in nazionale ― Uzbekistan | Cronologia completa delle presenze e delle reti in nazionale ― Uzbekistan | Cronologia completa delle presenze e delle reti in nazionale ― Uzbekistan |
| Data                                                                      | Città                                                                     | In casa                                                                   | Risultato                                                                 | Ospiti                                                                    | Competizione                                                              | Reti                                                                      | Note                                                                      |
| ------------------------------------------------------------------------- | ------------------------------------------------------------------------- | ------------------------------------------------------------------------- | ------------------------------------------------------------------------- | ------------------------------------------------------------------------- | ------------------------------------------------------------------------- | ------------------------------------------------------------------------- | ------------------------------------------------------------------------- |
| 13-1-2019                                                                 | Dubai                                                                     | Turkmenistan                                                              | 0 – 4                                                                     | Uzbekistan                                                                | Coppa d'Asia 2019 - 1º turno                                              | -                                                                         | 76’                                                                       |
| 17-1-2019                                                                 | al-'Ayn                                                                   | Giappone                                                                  | 2 – 1                                                                     | Uzbekistan                                                                | Coppa d'Asia 2019 - 1º turno                                              | -                                                                         | 76’                                                                       |
| Totale                                                                    |                                                                           | Presenze                                                                  | 2                                                                         |                                                                           | Reti                                                                      | 0                                                                         |                                                                           |

## Palmarès

### Club

#### Competizioni internazionali
- Coppa dell'AFC: 1

Nasaf Qarshi: 2011

#### Competizioni nazionali
- Coppa dell'Uzbekistan: 1

Lokomotiv Tashkent: 2014
- Campionato iraniano: 1

Sepahan: 2014-2015